# Concert per a piano (Skriabin)
El Concert per a piano en fa sostingut menor, op. 20, és una peça primerenca del compositor rus Aleksandr Skriabin. Va ser compost el 1896 i és l'únic concert que va escriure. Es va estrenar el 23 d'octubre de 1897 a Odessa, amb el compositor al piano i Vassili Safónov dirigint l'Orquestra de la 
Societat Musical Russa. Té una durada aproximada de 27 minuts.
El concert té moltes dificultats tècniques, especialment llargs i ràpids arpegis. Tot i la popularitat d'altres treballs per a piano de Skriabin, el concert no es programa amb regularitat a les sales de concert.

## Estructura
L'obra està estructurada en tres moviments: 
1. Allegro
2. Andante
3. Allegro moderato

En el primer moviment el piano introdueix el tema principal i després l'orquestra el repeteix mentre el piano l'acompanya en vuitenes. En aquest moviment les frases són llargues i les melodies tendeixen a ser molt cromàtiques, una cosa comuna en l'estil d'Aleksandr Skriabin; també destaca la seva alta càrrega de síncopes i polirítmies.
El segon moviment comença en la tonalitat de Fa sostingut major, que per a Scriabin era una "tonalitat mística 'blau brillant'". El moviment és inusual perquè pren la forma d'un tema i quatre variacions (el qual en els concerts sol assignar-se als tercers moviments). L'orquestra és la responsable d'introduir el tema. El piano apareix en la primera variació acompanyant a l'orquestra amb arpegis i polirítmies canviants. La segona variació és més ràpida i destaquen salts en vuitenes de la mà esquerra. La tercera variació és una lenta marxa fúnebre. La quarta variació posseeix una intricada ornamentació i el clarinet acompanya en forma contrapuntística al solista. El moviment acaba amb el retorn del tema, pràcticament en la seva forma original, a l'orquestra i al piano.
En el tercer moviment es desenvolupa el tema principal del primer moviment.